# Grand Prix 2; sprint 2025
De Marathonschaatsen 2024/2025 Grand Prix 2; sprint 2025 was de eenentwintigste wedstrijd van het Marathonseizoen en de tweede wedstrijd van de Grand Prix die op maandag 27 januari zou plaatsvinden, maar vanwege de weersomstandigheden verplaatst is naar zondag 26 januari op de Weissensee in Oostenrijk. De Grand Prix 2; sprint 2025 is de tweede Grand Prix-wedstrijd in de reeks van zes wedstrijden en vindt plaats op de Weissensee. De vrouwen rijden 40 kilometer en de mannen 60 kilometer.
De natuurijs-'Grand Prix' bestaat uit een reeks van zes wedstrijden waarbij buitenlands natuurijs centraal staat. De eerste drie wedstrijden worden gereden op de Weissensee (Oostenrijk). De laatste drie wedstrijden worden gereden op de Botnische Golf bij Luleå (Zweden). De afstanden variëren tussen de 30 en 200 kilometer. Zowel de mannen als vrouwen rijden de Grand Prix-wedstrijden en na zes wedstrijden wordt een eindklassement opgemaakt.
Bij de mannen is de wedstrijd gewonnen door Luc ter Haar. Na een door dooi ingekorte koers was hij het snelst in de pelotonsprint voor Harm Visser en Sjoerd den Hertog. Na afloop was er protest vanuit de concurrentie over een mogelijke duw die Ter Haar in het voordeel van een ploeggenoot zou hebben gehad. Dit werd door de jury niet gehonoreerd waarna Ter Haar zijn eerste natuurijsoverwinning officieel kon vieren op het replicabruggetje van Bartlehiem op de oever van de Weissensee.
Tessa Snoek de tweede Grand Prix-wedstrijd bij de vrouwen gewonnen. Snoek rekende in de sprint van een kopgroep van acht af met de kersverse Nederlands kampioene Esther Kiel. Het vluchtende achttal met daarin veel snelle namen ontsnapte in de finale en hield stand tot de streep. Jet Fransen was goed voor de derde plaats. 
De Grand Prix-wedstrijd die gisteren nog verlengd was vanwege de onzekerheid over het doorgaan van de Alternatieve Elfstedentocht werd vlak voor de start ingekort naar de oorspronkelijke 40 kilometer vanwege dooi en de te verwachten ijsomstandigheden.

## Tijdschema
| Datum                  | Tijd (CET) | Onderdeel |
| ---------------------- | ---------- | --------- |
| Zondag 26 januari 2025 | 7:30       | Vrouwen   |
| Zondag 26 januari 2025 | 7:40       | Mannen    |

## Podia
| Klasse              | Eerste       | Tweede      | Derde             |
| ------------------- | ------------ | ----------- | ----------------- |
| Top-divisie mannen  | Luc ter Haar | Harm Visser | Sjoerd den Hertog |
| Top-divisie vrouwen | Tessa Snoek  | Esther Kiel | Jet Fransen       |

## Uitslag Top-divisie mannen[3]
| #      | Rijder               | Nationaliteit | Ploeg                               | Punten |
| ------ | -------------------- | ------------- | ----------------------------------- | ------ |
| Goud   | Luc ter Haar         | Nederland     | Bouwselect / De Haan Westerhoff     | 35,1   |
| Zilver | Harm Visser          | Nederland     | Team Essent                         | 29     |
| Brons  | Sjoerd den Hertog    | Nederland     | Royal A-ware                        | 24     |
| 4      | Jorian ten Cate      | Nederland     | OKAY/Interfarms                     | 20     |
| 5      | Niels Immerzeel      | Nederland     | VGR Sport / Galesloot constructie   | 17     |
| 6      | Evert Hoolwerf       | Nederland     | Team Reggeborgh                     | 15     |
| 7      | Joram Verkerk        | Nederland     | VGR Sport / Galesloot constructie   | 14     |
| 8      | Jordy Harink         | Nederland     | Royal A-ware                        | 13     |
| 9      | Daan Gelling         | Nederland     | Royal A-ware                        | 12     |
| 10     | Jeroen Janissen      | Nederland     | OKAY/Interfarms                     | 11     |
| 11     | Ronald Kruijer       | Nederland     | Bouwselect / De Haan Westerhoff     | 10     |
| 12     | Stefan Wolffenbuttel | Nederland     | OKAY/Interfarms                     | 9      |
| 13     | Lars Woelders        | Nederland     | Sprog                               | 8      |
| 14     | Ruben Marinus        | Nederland     | Hamco / Motorama                    | 7      |
| 15     | Koen de Best         | Nederland     | Port of Amsterdam / SKITS           | 6      |
| 16     | Simon de Smit        | Nederland     | Vector                              | 5      |
| 17     | Twan Berlijn         | Nederland     | Wokke Vastgoed                      | 4      |
| 18     | Jitse Wiersma        | Nederland     | Speelman / Exclusief Vastgoedbeheer | 3      |
| 19     | Morris Witkam        | Nederland     | Vector                              | 2      |
| 20     | Axel Koopman         | Nederland     | VGR Sport / Galesloot constructie   | 1      |

59 kilometer
1:32:15uur (gem. 922,5sec) 38,3km/h

### Standen Grand Prix klassement
| Stand Grandprix | Stand Grandprix   | Stand Grandprix | Stand Grandprix                 | Stand Grandprix |
| Nr.             | Naam              | Nationaliteit   | Ploeg                           | Punten          |
| --------------- | ----------------- | --------------- | ------------------------------- | --------------- |
| 1               | Sjoerd den Hertog | Nederland       | Royal A-ware                    | 59,1            |
| 2               | Harm Visser       | Nederland       | Team Essent                     | 46              |
| 3               | Luc ter Haar      | Nederland       | Bouwselect / De Haan Westerhoff | 35,1            |
| 4               | Lars Woelders     | Nederland       | Sprog                           | 31              |
| 5               | Jeroen Janissen   | Nederland       | OKAY/Interfarms                 | 31              |
| 6               | Wisse Slendebroek | Nederland       | Royal A-ware                    | 29              |
| 7               | Evert Hoolwerf    | Nederland       | Team Reggeborgh                 | 28              |
| 8               | Daan Gelling      | Nederland       | Royal A-ware                    | 27              |
| 9               | Jordy Harink      | Nederland       | Royal A-ware                    | 25              |
| 10              | Jorian ten Cate   | Nederland       | OKAY/Interfarms                 | 25              |

## Uitslag Top-divisie vrouwen[4]
| #      | Rijder                    | Nationaliteit | Ploeg                               | Punten |
| ------ | ------------------------- | ------------- | ----------------------------------- | ------ |
| Goud   | Tessa Snoek               | Nederland     | VGR Sport / Vreugdenhil Dairy Foods | 35,1   |
| Zilver | Esther Kiel               | Nederland     | Puur ICT-BTZ                        | 29     |
| Brons  | Jet Fransen               | Nederland     | Wokke Vastgoed                      | 24     |
| 4      | Maaike Verweij            | Nederland     | Team Albert Heijn Zaanlander        | 20     |
| 5      | Olin Verhoog              | Nederland     | OCRE                                | 17     |
| 6      | Tjilde Bennis             | Nederland     | Turner                              | 15     |
| 7      | Beau Wagemaker            | Nederland     | A6.nl / KMC                         | 14     |
| 8      | Nienke Smit               | Nederland     | OCRE                                | 13     |
| 9      | Veerle van Koppen         | Nederland     | Puur ICT-BTZ                        | 12     |
| 10     | Carla Ketellapper-Zielman | Nederland     | A6.nl / KMC                         | 11     |
| 11     | Sofia Schiler             | Nederland     | Wokke Vastgoed                      | 10     |
| 12     | Iza Stekelenburg          | Nederland     | OCRE                                | 9      |
| 13     | Eline Cox                 | Nederland     | OCRE                                | 8      |
| 14     | Loesanne van der Geest    | Nederland     | VGR Sport / Vreugdenhil Dairy Foods | 7      |
| 15     | Janne Berkhout            | Nederland     | Turner                              | 6      |
| 16     | Sophie Kraaijeveld        | Nederland     | Turner                              | 5      |
| 17     | Gioya Lancee              | Nederland     | Puur ICT-BTZ                        | 4      |
| 18     | Judith Krabbenborg        | Nederland     | OCRE                                | 3      |
| 19     | Iris Tiben                | Nederland     | Wokke Vastgoed                      | 2      |
| 20     | Suzanne Prins             | Nederland     | Speelman / Exclusief Vastgoedbeheer | 1      |

### Standen Grand Prix klassement
| Stand Grandprix | Stand Grandprix   | Stand Grandprix | Stand Grandprix                     | Stand Grandprix |
| Nr.             | Naam              | Nationaliteit   | Ploeg                               | Punten          |
| --------------- | ----------------- | --------------- | ----------------------------------- | --------------- |
| 1               | Tessa Snoek       | Nederland       | VGR Sport / Vreugdenhil Dairy Foods | 59,1            |
| 2               | Esther Kiel       | Nederland       | Puur ICT-BTZ                        | 58              |
| 3               | Jet Fransen       | Nederland       | Wokke Vastgoed                      | 44              |
| 4               | Femke Mossinkoff  | Nederland       | VGR Sport / Vreugdenhil Dairy Foods | 35,1            |
| 5               | Maaike Verweij    | Nederland       | Team Albert Heijn Zaanlander        | 29              |
| 6               | Veerle van Koppen | Nederland       | Puur ICT-BTZ                        | 28              |
| 7               | Nienke Smit       | Nederland       | OCRE                                | 27              |
| 8               | Olin Verhoog      | Nederland       | OCRE                                | 26              |
| 9               | Beau Wagemaker    | Nederland       | A6.nl / KMC                         | 23              |
| 10              | Iza Stekelenburg  | Nederland       | OCRE                                | 19              |

39 kilometer

1:08:26uur (gem. 1026,5sec) 34,4km/h
Marathon Cup 1 · 
Marathon Cup 2 · 
Marathon Cup 3 ·
Marathon Cup 4 · 
Marathon Cup 5 · 
Marathon Cup 6 · 
Marathon Cup 7 · 
Marathon Cup 8 · 
De Vier van Noord-Holland 1 · 
De Vier van Noord-Holland 2 · 
De Vier van Noord-Holland 3 · 
De Vier van Noord-Holland 4 · 
Marathon Cup 9 · 
NK kunstijs · 
Marathon Cup 10 · 
Marathon Cup 11 · 
Marathon Cup 12 · 
Marathon Cup 13 · 
Grand Prix 1 · 
Open NK natuurijs · 
Grand Prix 2 · 
Grand Prix 3 · Marathon Cup 14 · 
Marathon Cup 15 · 
Grand Prix 4 · 
Grand Prix 5 · 
Grand Prix 6 ·  
Marathon Cup 16  · 
Klassementen: KNSB Cup ·
Jongeren · 
Ploegen ·
Grand Prix ·
Club-assistent Brabantcup ·
De Vier van Noord-Holland
Lijst van schaatsmarathonrijders 2024/2025